# Jeroným Janíček
Jeroným Janíček (* 26. prosince 1975 Praha) je český publicista a moderátor pražského Radia 1, kde od roku 1998 připravuje pravidelný diskusní pořad Zátiší.

## Život
Jeroným Janíček pracoval jako hlasatel Českého rozhlasu, Rádia Nová Alfa a Rádia Classic FM. V letech 1998–2000 vytvářel každý týden dvouhodinový experimentální diskusní pořad Mezi psem a vlkem, a to v dnes již zaniklém Rádiu Limonádový Joe. V rozmezí let 1995–2000 zrealizoval několik večerů beatnické poezie, ale také Literární večer Radia 1 v pražském klubu Roxy. Podílel se na vydání almanachu české poezie a prózy pod názvem Jedním uchem dovnitř – literární tucet Radia 1 a revue Labyrint (1997). Společně s moderátorem Radia 1 a bubeníkem skupiny Decline Jerry Žákem vydal nahrávku vlastní undergroundové poezie Prase a já (1998).
Největší ohlas měl v diskusním pořadu Zátiší kontroverzní rozhovor s tehdejším předsedou vlády Jiřím Paroubkem o policejním zásahu vedeném proti návštěvníkům CzechTeku v roce 2005.
Napsal knihy Černá záchranka (2002), Přerušený rozhovor s Václavem Klausem (2004), dále knižní rozhovor s předním českým popularizátorem psychiatrie Cyrilem Höschlem, nazvaným Kde bydlí lidské duše (2005) a publikaci Když úzkost bolí (2008). Za knihu o úzkostných poruchách obdržel v roce 2009 Literární cenu České neuropsychofarmakologické společnosti. V roce 1999 vytvořil pro Českou televizi námět k 11dílnému dokumentárnímu cyklu Bílé vrány, zachycujícím mediálně málo známé osobnosti české vědy.
Publikoval rozsáhlé texty o úzkostných poruchách v Revue pro psychoterapii Konfrontace. Zabývá se také editorskou činností. V roce 2006 připravil ve spolupráci s nakladatelstvím Labyrint knihu o historii žižkovského Paláce Akropolis, jejíž těžiště tvoří rozhovory se zakladateli této významné nezávislé hudební scény (režisér T. Vorel, výtvarník F. Skála, producent L. Schmidtmajer a další). Na knihu rozhovorů o Akropoli navázal v květnu 2009 vydáním rozsáhlé monografie mapující život tohoto významného evropského centra nezávislé kultury. V současnosti pracuje jako expertní analytik v oblasti médií. Je členem Obce spisovatelů ČR.
Aktivně vystupuje proti všem formám rasismu a především proti projevům antisemitismu. Je signatářem Ligy proti antisemitismu.